# Gloeopleres Element
Unter dem Begriff Gloeoplere Elemente werden in der Mykologie untereinander homologe, (mikro)morphologische Strukturen wie Hyphen (Gloeoplere), gloeoplere Zellen und Gloeozystiden zusammengefasst. Gloeoplere Elemente spielen in der Pilzsystematik eine wichtige Rolle, da sie das einzige gemeinsame Merkmal (Synapomorphie) innerhalb der ansonsten morphologisch sehr mannigfaltigen Verwandtschaftsgruppe der Täublingsartigen (Russulales) sind. Das Wort gloeopler leitet sich von den griechischen Wörtern „γλοιός“ (= klebrige Feuchtigkeit, Harz) und „πλήρης“ (= voll) ab.
Der Inhalt einer gleoplere Zelle oder einer Zellaggregation besteht aus kleinen, lichtbrechenden Tröpfchen, die meistens um eine große, kugelige Vakuole angeordnet sind. Wenn diese eine positive Reaktion mit Sulfobenzaldehyden (z. B. Sulfovanillin) zeigen, fließen die Tröpfchen zusammen und verfärben sich dunkelbraun bis blauschwarz.

## Gloeoplere Hyphen
Hyphen bzw. Abschnitte eines Hyphensystems mit gloeopleren Inhalt, werden auch als Gloeopleren bezeichnet. Hierzu zählen die Oleiferen in den Fruchtkörpern von Täublingen und die Laticiferen der Milchlinge. Die Bezeichnung Oleiferen für die gloeopleren Hyphen der Täublinge ist nicht ganz korrekt, da der Hypheninhalt nicht öliger Natur ist. Laticiferen und „Oleiferen“ unterscheiden sich hauptsächlich durch ihre Größe und den Inhalt. Oleiferen sind meistens schmallumig und nicht breiter als die umgebenden Hyphen. Meist sind sie nur wenige Zellen lang, nicht oder nur schwach verzweigt und meistens farblos. Die Laticiferen oder Lactiferen sind dagegen meistens sehr viel größer als die umgebenden Hyphen, vielzellig oder über lange Strecken ohne Septen (Querwände). Sie bilden oft ein reich verzweigtes Röhrensystem und ihr Inhalt ist milchigweiß oder farbig. Einen Übergang zu den Gloeozystiden bilden Hyphen mit gloeopleren Endabschnitten.

## Gloeoplere Zellen
Zellen, die sich von den sie umgebenden Zellen nur durch ihren gloeopleren Inhalt, nicht aber durch Form und Größe unterscheiden.

## Gloeozystiden
Gloeozystiden sind oft dünnwandige Zystiden mit gloeoplerem Inhalt. Häufig ist am oberen Ende der Zystide ein Knöpfchen abgeschnürt.

## Quelle
- Ludwig Beenken: Die Gattung Russula Untersuchungen zu ihrer Systematik anhand von Ektomykorrhizen. Dissertation zur Erlangung des Grades eines Doktors der Naturwissenschaften der Fakultät Biologie der Ludwig-Maximilians-Universität München. München 2004.